# St Cynhaearn’s Church

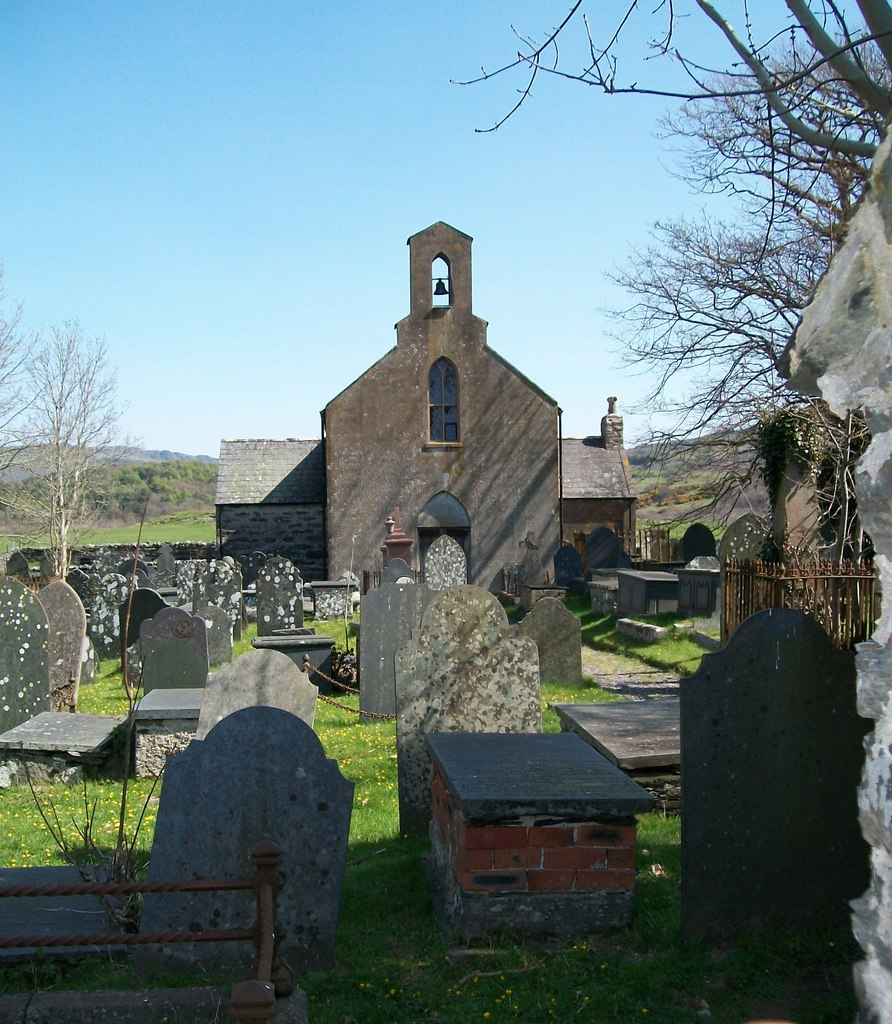
St Cynhaearn’s Church in Ynyscynhaearn, von Westen her gesehen.

Die St Cynhaearn’s Church (walisisch Eglwys Sant Cynhaiarn) von Ynyscynhaearn ist eine nicht mehr genutzte Kirche, die an abgelegener Stelle auf einer früheren Insel in Llyn Ystumllyn steht, 900 m südlich des Dorfes Pentrefelin in Gwynedd, Wales. Das Bauwerk wurde von Cadw als Kulturdenkmal der Kategorie Grade II* eingestuft. Zu der Kirche gelangt man von dem Dorf aus über einen Damm; sie ist in der Obhut der Vereinigung Friends of Friendless Churches.

## Geschichte
Die Kirche war ursprünglich die Pfarrkirche für Porthmadog. Das Kirchenschiff datiert aus dem 12. Jahrhundert und das nördliche Querschiff wurde im 16. Jahrhundert hinzugefügt. Das südliche Querschiff wurde 1622 erbaut. Der Großteil der Innenausstattung ist georgianisch und stammt aus dem Jahr 1832. Seit 2003 wird das Bauwerk von den Friends of Friendless Churches unterhalten; seitdem finden Restaurierungsarbeiten statt.

## Architektur

### Bauwerk
Das Bauwerk ist aus Bruchsteinen gemauert, die Wände des Kirchenschiffes und die Ostseite des Altarraumes sind verputzt. Das Dach wurde mit Schiefer in moderner Zeit neugedeckt. Der Grundriss des Bauwerks besteht aus einem kurzen Kirchenschiff, einem nördlichen und einem Südlichen Querschiff und einem kurzen Altarraum. Am westlichen Ende befindet sich ein Verschlag für die Glocke. Der Eingang erfolgt durch die nach Westen gerichtete Türe. Die Fenster im Kirchenschiff und den beiden Querschiffen haben jeweils zwei Öffnungen, am östlichen Ende lassen drei Lanzettfenster das Licht in das Innere der Kirche. Das Innere der Kirche ist oberhalb einer Lamperie verputzt. Der Boden der Kirche ist mit Steinen ausgelegt, mit Ausnahme des Fußbodens im Altarraum. Am westlichen Ende befindet sich oberhalb des Eingangs eine Empore.

### Ausstattung
Die Kanzel mit Schalldeckel aus dem Jahr 1832 wird über neun Stufen erreicht. Darunter befindet sich das Katheder. Auf beiden Seiten des Altars befinden sich Boxen mit Kirchenbänken. Die Empore wird von schlanken Säulen gestützt. Die Orgen stamm aus der Zeit um 1830 und hat ein Gehäuse im gotischen Stil. Auf beiden seiten davon befinden sich sechs stark geneigte Kirchenbänke, von denen die meisten mit den Namen der Familien versehen sind, die sie benutzten. Das Taufbecken steht auf einem achteckigen Sockel aus Kalkstein und wurde im Jahr 1900 aufgestellt. Außerdem befinden sich einige Gedenktafeln in der Kirche. Die Buntglasfenster von Powell and Sons stammen aus den Jahren 1899 und 1906.

## Gedenktafeln
Unter den Gedenktafeln ist das von Jack Ystumllyn, der auch als Jack Black bekannt war. Er war ein dunkelhäutiger Afrikaner, der von einem Mitglied der Familie Wynne, die auf dem von der Kirche aus sichtbaren Ystumllyn House lebte, nach Wales gebracht wurde. Zu jener Zeit galt es als schick, einen dunkelhäutigen Bediensteten zu haben. Schließlich erhielt Ystumllyn sein eigenes Haus. Er hatte sieben Kinder und starb am Ende des achtzehnten Jahrhunderts. Mehrere Ortsansässige geben an, er sei ihr Vorfahre.
Auf einer älteren Grabinschrift wird über das frühe Dahinscheiden des Harfisten David Owen, der auch David of the White Rock genannt wurde, weil er von einem White Rock genannten Bauernhof stammt. Owen schrieb das Stück mit dem Titel Dafydd y Garreg Wen der Legende nach auf seinem Totenbett, nachdem er nach seiner Harfe verlangt hatte.

## Belege
1. 1 2 3 4 5 6  Church of St Cynhaearn, Ystumllyn von Historic Wales, Cadw (Englisch) (Memento vom 19. Juli 2011 im Internet Archive)
2. 1 2 3 4 5  Ynyscynhaearn St Cynhaearn. Friends of Friendless Churches, abgerufen am 14. November 2021 (englisch).
3. 1 2   Befriend a church (Memento des Originals vom 9. Dezember 2012 im Webarchiv archive.today), BBC North Wales, 10. November 2006. Abgerufen am 17. August 2010 (englisch).
4. ↑  J. Logie Robertson, M.A.: The Dying Bard. The Poetical Works of Sir Walter Scott, with the Author's Introduction and Notes. Oxford UP, 1917, London 1806, S. 704–705.

Koordinaten: 52° 55′ 34,3″ N, 4° 11′ 40,2″ W